# 布尔诺斯
布尔诺斯（法語：Bournos，法語發音：[buʁnɔs]）是法国大西洋比利牛斯省的一个市镇，属于波城区。

## 地理
布尔诺斯（43°26'22"N, 0°23'14"W）面积5.74 平方千米，位于法国新阿基坦大区大西洋比利牛斯省，该省份为法国东南部省份，涵盖了贝阿恩与北巴斯克，西临大西洋比斯開灣，北至朗德省，东北接热尔省，东临上比利牛斯省，南与西班牙接壤。
与布尔诺斯接壤的市镇（或旧市镇、城区）包括：欧班、科比奥斯-洛斯、杜米、隆松、莫马斯。

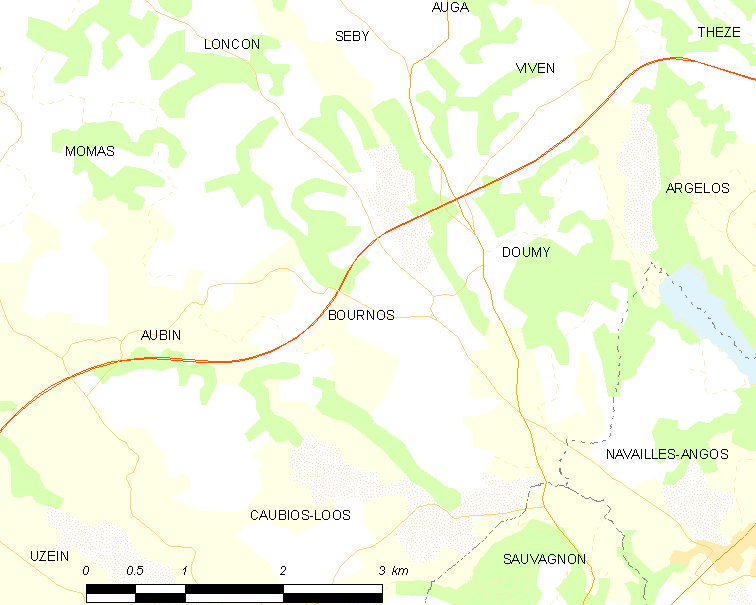
布尔诺斯的OSM定位图

布尔诺斯的时区为UTC+01:00、UTC+02:00（夏令时）。

## 行政
布尔诺斯的邮政编码为64450，INSEE市镇编码为64146。

## 政治
布尔诺斯所属的省级选区为吕伊河土地和维克比伊山坡县。

## 人口

1962-2008年间布尔诺斯人口变化图示

布尔诺斯于2022年1月1日时的人口数量为341人。